# Ньютаун-Кашел
Ньютаун-Кашел (англ. Newtowncashel) — деревня в Ирландии, находится в графстве Лонгфорд (провинция Ленстер). В 1980 году деревня выигрывала Irish Tidy Towns Competition.